# Micronecta polhemusi
Micronecta polhemusi (лат.) — вид мелких водяных клопов рода Micronecta из семейства Гребляки (Corixidae, Micronectinae, или Micronectidae). Юго-Восточная Азия (Вьетнам, Камбоджа, Сингапур, Таиланд).

## Описание
Мелкие водяные клопы, длина от 2,4 до 2,8 мм. Протонум длиннее медианной длины головы. Дорзум тёмно-серый. Гемэлитрон: кориум с гиалиновыми линиями; эмболиум тёмно-коричневый с темным рисунком.
Самцы: первичный паларный коготь расширен дистально, вершина закруглена, развит вторичный коготь. Срединная лопасть VII стернита самца короткая и широкая, с угловатой вершиной. Свободная доля почти параллельносторонняя, мезиальный угол закруглен, задний край почти прямой, латеральный угол хорошо выражен, около 16-23 длинных щетинок на боковой стороне свободной доли. Включён в подрод Micronecta (Unguinecta Nieser, Chen & Yang, 2005). Подрод Sigmonecta был установлен Nieser, Chen & Yang (2005) для типового вида Micronecta polhemusi Nieser, 2000. В этот подрод были включены ещё виды: M. khasiensis Hutchinson, 1940, M. matsumurai Miyamoto, 1965, M. melanochroa Nieser, Chen & Yang, 2005 и M. waltoniana Hutchinson, 1940. Вид был впервые описан в 2000 году, а его валидный статус подтверждён в ходе ревизии, проведённой в 2021 году вьетнамскими энтомологами Tuyet Ngan Ha и Anh Duc Tran (Faculty of Biology, VNU University of Science, Vietnam National University, Ханой, Вьетнам) по материалам из Вьетнама.